# صناعة المياه

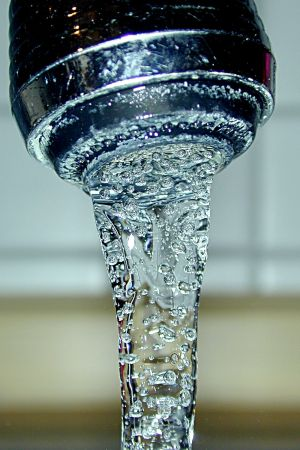
مياه الشرب

 توفر صناعة المياه الماء الصالح للشرب وخدمات الصرف الصحي (بما في ذلك معالجة مياه المجارير) للأسر المعيشية والصناعة.

## نبذة عامة
تعمل صناعة المياه الحديثة على إنشاء شبكات صرف صحي متطورة ومكلفة ومحطات معالجة مياه المجارير وعادة ما يستهلك 1-2 ٪ من الناتج المحلي الإجمالي. وهي بالعادة احتكار طبيعي، ونتيجة لذلك عادة ما يكون بمثابة خدمة الناس من المرافق العامة التي تملكها الحكومة المحلية أو الوطنية. في بعض الدول، ولا سيما فرنسا، والمملكة المتحدة ,وجمهورية التشيك تكون صناعة المياه منظمة ولكن الخدمات تديرها شركات خاصة إلى حد كبير مع الحق الحصري لفترة محدودة الزمن والحيز الجغرافي بشكل جيد

## الهيكل التنظيمي
هناك مجموعة متنوعة من الهياكل التنظيمية لصناعة المياه، مع ان الدول عادة ما تستعمل هيكل واحدا تقليديا مهيمنا، والذي عادة يتغير تدريجيا بمرور الزمن.

### الملكية
- الحكومة المحلية—الهيكل الأكثر انتشارا في العالم
- حكومة وطنية—في كثير من الدول النامية، خصوصا الصغيرة منها
- الملكية الخاصة—أمثلة قليلة نسبيا خارج انكلترا وويلز
- شراكة تعاونية منظمات غير حكومية ذات صلة.

### العمليات
- الحكومة المحلية تشغل النظام من خلال نظام دائرة البلدية، أو شركة البلدية، أو مشتركة بين أكثر من شركة بلدية—هي أكثر الهياكل انتشارا بالعالم
- استعانة الحكومة المحلية الاستعانة بالمصادر والمساعدات الخارجية بالقطاع الخاص لانجاز العمليات—أصبح اتجاها متزايدا منذ عام 1990 تقريبا، حيث أصبحت حوالي 10 ٪ من الصناعة (انظر أيضا خصخصة المياه)
- عمليات الحكومة الوطنية
- تشغيل النظام بواسطة القطاع الخاص الذي يملك هذا النظام
- BOTs—يقوم القطاع الخاص بناء أجزاء من نظام المياه (مثل محطة معالجة مياه الصرف)، تعمل لفترة زمنية متفق عليها قبل نقلها لملكية القطاع العام وتشغيلها.
- مشغلين تعاونيين ومنظمات غير حكومية

### الوظائف
- نظام متكامل للمياه (إمدادات المياه ونظام الصرف الصحي. ومعالجة مياهها) --الكثر شيوعا حتى الآن
- فصل من حيث الوظيفة (مثل النظام الهولندي. حيث تشغل شبكات المجاري من المدينة اماإمدادات المياه فمن قبل الشركات المحلية، ومعالجة المياه المستعملة من قبل مجالس المياه)
- فصل آخر (مثل ميونيخ، حيث أن الفصل يكون بين ثلاث شركات: توريد كميات كبيرة من المياه، المياه وعمليات شبكة مياه الصرف الصحي، والبيع بالمفرق)

## المعايير
بغض النظر عن ملكية الهيكل، فإن معايير نوعية المياه والمعايير البيئية ذات الصلة بالصرف الصحي عادة ما تضعها الهيئات الوطنية، فمثلا (في بريطانيا) تفتيش مياه الشرب ووكالة البيئة. في الولايات المتحدة معايير مياه الشرب وضعتها الوكالة الأمريكية لحماية البيئة طوِّرت المعايير الأمريكية لمراقبة التلوث بالاشتراك مع وكالة حماية البيئة ووكالات الدولة البيئية وفقا لقانون المياه النظيفة. بالنسبة للبلدان داخل الاتحاد الأوروبي ،توجيهات المياه المتصلة هامة لإدارة موارد المياه والمعايير البيئية ومعاييرجودة المياه. هذه التوجيهات الأساسية تشمل توجيه معالجة المياه العادمة الحضرية لعام 1992 (التي تتطلب من معظم البلدات والمدن معالجة مياه الصرف الصحي لمعايير محددة) ،,وتوجيه هيئة المياه عام 2000، الأمر الذي يتطلب خطط موارد مياه تعتمد على أحواض الأنهار، بما في ذلك مشاركة الجمهور على أساس مبادئ اتفاقية آرهوس. انظر Watertime -- السياق الدولي، القسم 2. المعايير الدولية (ايزو) إدارة خدمة المياه وتقييمها هي قيد الإعداد في إطار اللجنة الفنية آيزو / تي سي 224.

## الروابط الخارجية
- Lowi Alvin، الابن. تجنب الشبكة : التكنولوجيا واللامركزية للمياه نسخة محفوظة 9 أكتوبر 2003 على موقع واي باك مشين.
- مجلة waterworld(تحت الماء) (انظر لتقرير الرسالة الالكترونية صناعة المياه، والصرف الصحي)
- المياه والصرف الصحي الدولي[وصلة مكسورة]
- الرابطة الوطنية لوكالات المياه النظيفة NACWA) إحدى كبيرات وكالات الصرف الصحي في الولايات المتحدة
- EverythingAboutWater(كل شيء عن المياه) مجلة (المياه والصرف الصحي)